# Arturo Kubotta
Arturo Kubotta Carbajal (Lima, 1932) es un pintor peruano. Artista pulcro y cuidadoso, ha pasado de un inicial figurativismo realista hasta un fresco e intuitivo abstraccionismo.

## Biografía
De padre japonés y madre peruana, Arturo Kubotta estudió en la Escuela Nacional de Bellas Artes de Lima de 1953 a 1960, y al culminar sus estudios mereció el Gran Premio de Honor y Medalla de Oro. 
En Lima participó en diversas exposiciones, así como en las grandes bienales internacionales como la I y II Bienal de la Juventud en París, Francia (1959 y 1961), y en las muestras colectivas presentadas en México (1960) y Santiago de Chile (1961). Posteriormente obtuvo una beca de tres meses en Brasil auspiciada por el Convenio Cultural Itamaraty (1962). 
Ganó la prestigiosa beca Fulbright, por lo que pasó a los Estados Unidos, donde incluso llegó a exponer en Washington, en 1962, y Chicago, en 1963. Además, durante 1962 a 1964 estuvo becado en SAIC, The School of the Art Institute of Chicago, graduándose con honores y el "Master Degree in Fine Arts" en Artes gráficas.
Tras una breve temporada en Lima, decidió radicar definitivamente en Río de Janeiro, Brasil, donde estudió diseño y se incorporó a la pintura brasileña, donde expone con frecuencia y ha alcanzado renombre.
Frecuentemente visita Lima para exponer trabajos recientes; cuyo estilo evolucionaron desde el realismo a lo abstracto y se caracteriza por una variedad de texturas, colores sutiles que sugieren vastos espacios, que han incluido referencias al surrealismo.
Durante una visita en Lima en 1966 alternó en el I Salón de Pinturas y Esculturas de los exalumnos de la Escuela Nacional de Bellas Artes, en el cual obtuvo el primer premio.

## Características
Su pintura ha evolucionado "desde un riguroso figurativismo ceñidamente realista, hasta un abstraccionismo lírico, en que hizo gala de un sentimiento de la forma muy emparentado con las tradiciones visionarias de la pintura extremo-oriental, pero agregando un texturalismo excrecente de entonaciones refinadas, con manejo tonal muy sutil y cierta apariencia de geografía onírica".
Teodoro Núñez Ureta, citado por Alberto Tauro del Pino